# شیگه‌نوری توگو
توگو شیگه‌نوری (به ژاپنی: 東郷 茂徳, Tōgō Shigenori); ۱۰ دسامبر ۱۸۸۲ – ۲۳ ژوئیهٔ ۱۹۵۰) وزیر در وزارت امور خارجه ژاپن، سیاستمدار، وزیر، در طی جنگ جهانی دوم اهل ژاپن بود. او در دادگاه نظامی بین‌المللی شرق آسیا محاکمه شد.